# ديريك درابر
ديريك درابر (بالإنجليزية: Derek Draper)‏ (11 مايو 1943 في المملكة المتحدة - ) هو لاعب كرة قدم بريطاني في مركز الوسط. شارك مع منتخب ويلز لكرة القدم. أما مع النوادي، فقد لعب مع ديربي كاونتي وسوانزي سيتي ونادي تشستر سيتي ونادي برادفورد بارك أفنيو.

## وصلات خارجية
- ديريك درابر على موقع قاعدة بيانات كرة القدم.إي يو (الإنجليزية)